# ناصر بن سعود بن عبد العزيز آل سعود
ناصر بن سعود بن عبد العزيز آل سعود (1374 هـ / 1954 - 11 شوال 1394 هـ / 27 أكتوبر 1974) الابن الثلاثون من أبناء سعود بن عبد العزيز آل سعود وتخرج من الثانوية العامة من معهد العاصمة النموذجي بالرياض بدرجة امتياز في سنة 1391 هـ / 1971م. بعد التخرج التحق بكلية الطيران سان أنطونيو بتكساس وتخرج منها سنة 1972م.
عاد الأمير ناصر بن سعود بن عبد العزيز آل سعود إلى السعودية والتحق بفترة تدريب أخرى قصيرة في كلية الملك فيصل الجوية وفي مطلع عام 1973م عمل في قاعدة الملك عبد العزيز الجوية في الظهران لمدة سنة ومن ثم نقل عمله إلى قاعدة الطائف الجوية لتدريب الطيارين المتخرجين آنذاك وعمل في القاعدة حوالي سنة حيث وافته المنية إثر حادث أليم أثناء مناورة جوية وتوفي في 11 شوال 1394هـ الموافق 27 أكتوبر 1974م عن عمر يناهز 23 سنة.
في يوم السبت 8 ذو القعدة 1439 هـ الموافق 21 يوليو 2018م توفيت والدته وقد أصدر الديوان الملكي بياناً بذلك.
صدر عن الديوان الملكي اليوم البيان التالي:
// بيان من الديوان الملكي //
انتقلت إلى رحمة الله تعالى هذ اليوم السبت 8 ذو القعدة 1439 هـ الموافق 21 يوليو 2018 والدة صاحب السمو الملكي الأمير ناصر بن سعود بن عبدالعزيز آل سعود ـ رحمه الله ـ .
تغمدها الله بواسع رحمته ومغفرته ورضوانه، وأسكنها فسيح جناته، إنا لله وإنا إليه راجعون.
// انتهى //